# 鼓浪屿天主堂
鼓浪屿耶稣君王堂是中国福建省厦门市的一座天主教教堂，位于鼓浪屿鹿礁路34号。曾为天主教厦门教区主教座堂。院落面积2532.04平方米，教堂占地面积1531.96平方米。2006年，包括该教堂在内的鼓浪屿近代建筑群被列为第六批全国重点文物保护单位。2017年，“鼓浪屿：历史国际社区”被列入世界遗产名录，该教堂在保护区内 。

## 历史
鼓浪屿耶稣君王堂由当时的厦门代牧区宗座代牧，西班牙多明我会传教士马守仁建于1917年。该建筑为哥特式单钟楼教堂，可容纳200人左右。外墙白色，入口位于南侧，祭坛在北侧，主祭台供奉该堂的主保耶稣君王。大厅内蓝色天花颇为醒目。
教堂后的主教楼曾经用作西班牙领事馆和法国领事馆，为1916年马守仁用田尾路的多明我会会所换得。
1953年到1954年，西班牙神甫陆续回国，中国籍神父黄子玉被选为代理主教。在文化大革命中，鼓浪屿主教座堂被冲击，并被工厂占用。
1982年12月25日，教堂恢复开放。